# Josephine Forbes
Josephine Forbes (nacida el 20 de agosto de 1970) es una científica australiana especializada en el estudio de la glicación y la diabetes. Ella ha estado estudiando la diabetes desde 1999 y trabajó en el Royal Children's Hospital, la Universidad de Melbourne y el Baker Heart and Diabetes Institute en Melbourne, Australia. Desde 2012, dirigide el equipo de Glicación y Diabetes en Mater Research, que es un instituto de investigación médica de clase mundial con sede en South Brisbane, y parte de Mater Group. Josephine es líder del programa de Biología y Cuidado de Enfermedades Crónicas de Mater, desarrollando una mejor comprensión de las bases biológicas de una amplia gama de enfermedades crónicas y desarrollando estrategias preventivas y tratamientos innovadores para mejorar los resultados de los pacientes. Josephine y su equipo se centran en cómo la glicación avanzada contribuye a la patogénesis de la diabetes y sus complicaciones, como la enfermedad renal.

## Biografía
La profesora Forbes actualmente dirige un equipo de investigadores posdoctorales y supervisa a numerosos estudiantes, además de ser profesora de medicina en la Universidad de Queensland e investigadora principal en el Departamento de Medicina de la Universidad de Melbourne.
Josephine es una científica de corazón, a quien le gusta estar cerca del descubrimiento y la innovación, ya que cree que esta es la clave para los futuros descubrimientos de la salud.

## Educación
La profesora Josephine Forbes recibió su doctorado en Nefropatía en 1999 en la Universidad de Melbourne, por una investigación realizada en el Royal Children's Hospital. Actualmente, es investigadora principal del NHMRC y ha obtenido becas de investigación del NHMRC de Australia, el Juvenile Diabetes Research Foundation (JDRF) y el National Institutes of Health (EE. UU.).

## Premios
La profesora Forbes ha recibido muchos premios en reconocimiento a su investigación:
- 2002: Premio Joven Investigadora, de la International Diabetes Federation.
- 2006: Premio Millennium para Diabetes T1, de Diabetes Australia Research Trust (DART).
- 2008: Premio Young Tall Poppy, del Australia Institute of Policy and Science.[4]
- 2010: Premio The Commonwealth Health Minister a la Excelencia en la investigación médica.[3]
- 2010: Premio NHMRC Achievement por el Premio al Desarrollo de Carrera más alto clasificado.[5]
- 2014: Premio Mujeres en Tecnología en Ciencias de la Vida.[6]
- 2016: Festival Mundial de Ciencia - Mujeres en el Premio STEM; Elección de los jueces
- 2017:  Premio TJ Neale por su destacada contribución a la ciencia nefrológica de la Sociedad de Nefrología de Australia y Nueva Zelanda.
- 2017: Medalla Sr Regis Mary Dunne por su destacada contribución en investigación al Mater Group.

## Investigación
La investigación de la profesora Forbes se centra en el proceso de glicación avanzada y su contribución a la diabetes y sus complicaciones, en particular la enfermedad renal. Su trabajo reciente incluye investigaciones sobre cómo la glicación avanzada de los alimentos mediante técnicas de procesamiento y almacenamiento modernas pueden contribuir a nuestra epidemia de diabetes.
Su investigación apunta a encontrar medicamentos que reduzcan la acumulación de productos de glicación avanzada, lo que a su vez impactará la incidencia de diabetes y enfermedad renal. Su investigación también tiene como objetivo proporcionar información a las autoridades reguladoras de alimentos y a los proveedores de atención médica sobre la glicación avanzada en alimentos y las implicaciones de ingerir esto en exceso.
Hasta ahora, esta investigación ha identificado una clase de medicamentos que parecen ser efectivos para el tratamiento de la enfermedad renal en la diabetes y también afectan la forma en que nuestros cuerpos procesan el azúcar. En el área de alimentos, ella ha realizado un ensayo clínico en individuos con sobrepeso que examinan los efectos de los productos de glicación avanzada en los alimentos sobre su manejo del azúcar y la función renal. Su equipo también forma parte de un gran ensayo clínico que rastrea el consumo de productos de glicación avanzada por parte de las madres y sus bebés para ver si existe una asociación con esto y el desarrollo de la diabetes tipo 1 en el futuro.
Su trabajo hasta la fecha ha resultado en más de 100 publicaciones con más de 4500 citas.

## Becas
- JDRF Beca de investigación post doctoral, 2002-2004.
- JDRF Premio al desarrollo profesional, 2005-2009.
- NHMRC, Premio al desarrollo profesional RD Wright, 2005-2009.
- NHMRC, Premio al desarrollo profesional nivel 2, 2010.
- NHMRC Beca de investigación de investigación superior, 2011-2015.
- NHMRC Beca de investigación superior, 2016-2020.